# Chicago Bulls
Chicago Bulls je košarkarski klub s sedežem v Chicagu, Illinois. Igrajo v Centralni diviziji Vzhodne konference v ligi NBA. Klub je bil ustanovljen leta 1966. Svoje tekme igrajo na domačem igrišču United Center. Klub je najbolj znan po svojih uspehih v devetdesetih letih, ko so osvojili 6 prvenstev v 8 letih. Za te uspehe je zaslužna ekipa, ki so jo vodili igralca Michael Jordan in Scottie Pippen ter trener Phil Jackson in se omenja kot ena največjih dinastij v zgodovini NBA. Bullsi so ena od dveh NBA moštev, ki je dosegla najmanj 70 zmag v eni sezoni - v sezoni 1995/96 so Bullsi dosegli 72 zmag. V devetdesetih letih so Bullsi razširili priljubljenost lige NBA po svetu. Končnica leta 1998, zadnja, v kateri so slavili Bullsi, je bila najbolj gledana v zgodovini lige NBA.

## Dvorane
- International Amphitheatre (1966-1967)
- Chicago Stadium (1967-1994)
- United Center (1994-sedanjost)